# Pays d'obédience
En France, sous l'Ancien Régime, un pays d'obédience était une province du royaume qui avait été réunie au domaine de la Couronne après le concordat de Bologne et dans laquelle le roi nommait aux bénéfices ecclésiastiques en vertu d'indults du pape.